# Pierre Vigne
Pour les articles homonymes, voir Vigne (homonymie).
Pour le syndicaliste, voir Pierre Vigne.
Pierre Vigne (Privas, 20 août 1670 - Rencurel, 8 juillet 1740) est un prêtre français fondateur des Sœurs du Saint Sacrement de Valence. Il a été béatifié en 2004.

## Biographie
Pierre Vigne né à Privas dans une famille de commerçants du textile, à une époque encore profondément marquée par les séquelles des guerres de Religion du siècle précédent, entre catholiques et protestants,.
Il reçoit une éducation et une instruction de bon niveau. À l'âge de 11 ans, Pierre est remarqué par le curé de la paroisse pour sa piété. À la fin de l'adolescence, prenant conscience de l'importance de l'Eucharistie dans sa vie, il entre en 1690 au séminaire sulpicien de Viviers.
Pierre Vigne est ordonné prêtre le 18 septembre 1694 à Bourg-Saint-Andéol et envoyé comme vicaire à Saint-Agrève. Il s'entend parfaitement bien avec son curé et reste très proche de ses paroissiens. Toutefois, il se sent appelé ailleurs et désire tout particulièrement être missionnaire parmi les pauvres, les modestes. En 1700, il entre chez les Lazaristes de Lyon où il reçoit une solide formation sur les missions populaires et l'accueil des pauvres. Il commence à parcourir villes et villages pour évangéliser les populations. C'est de son plein gré qu'en 1706, il quitte les Lazaristes et devient missionnaire itinérant en accord avec ses supérieurs hiérarchiques,.
Ainsi, pendant plus de trente ans, il sillonne les chemins du Vivarais, du Dauphiné, du Forez, de l'Hérault, jusqu'en Haute-Savoie et en Haute-Garonne. Il prêche, confesse, célèbre la messe, expose le Saint Sacrement apprenant aux fidèles l'Adoration, ainsi que la vénération à Marie, suivant l'exemple de saint Jean-François Régis. Il va même jusqu'à porter un confessionnal sur son dos pour pouvoir donner le sacrement de réconciliation aux personnes qu'il croise sur la route.
C'est en 1712 que Pierre Vigne arrive à Boucieu-le-Roi. Il aime tout de suite ce village dont la topographie lui fait penser à Jérusalem. En 1714, il édifie un Chemin de croix, appelé Le Grand Voyage comportant 30 stations chapelles conformément au chemin suivi par Jésus lors de sa Passion, de la Cène à Pâques. Il baptise même du nom de Cédron un torrent qui descendait de la montagne,,. Ce Chemin de croix est encore suivi par les habitants du lieu le Vendredi saint. De mars à juin 1715, il prêche une mission à Burzet et en profite pour restaurer le Chemin de croix qui existait déjà. 
Pierre Vigne s'établit donc à Boucieu-le-Roi qui devint son lieu de résidence entre deux missions. En 1713, une jeune fille de Nozières vient demander à Pierre Vigne des conseils sur une éventuelle vocation. C'est alors, dès 1715 qu'il regroupe d'abord sept jeunes filles, puis d'autres, qui prennent le nom de Sœurs du Saint Sacrement. Le 30 novembre 1715, dans l'église de Boucieu, il leur remet la croix et l'habit religieux, les invitant à se succéder pour adorer Jésus présent dans l'Eucharistie et à vivre fraternellement ensemble. Il leur confie la tâche d'enseigner les jeunes et crée des écoles tenues par les sœurs. Elles ont aussi pour tâche d'accompagner les pèlerins sur le Chemin de croix nouvellement créé afin qu'elles puissent les aider à prier et à méditer. Très vite la petite congrégation s'agrandit et s'installe dans le château de Boucieu, une ancienne maison forte qui dominait le village. Les premières sœurs du Saint Sacrement prononcent leurs vœux le 8 septembre 1722. À partir de là, la congrégation se développe jusqu'à atteindre la Provence et le Dauphiné,,. Entre-temps, il fondait en 1719 la confrérie des Pénitents Blancs (aux règles de vie rigoureuses qui atteindra une quarantaine de membres à Boucieu mais qui sera balayée par la Révolution).
La Révolution française disperse les sœurs mais elles poursuivent clandestinement leurs œuvres de charité. C’est d'abord à Romans qu'en 1804 la congrégation peut se réorganiser. Toutefois, dès 1901 (en France), les sœurs doivent se retirer des écoles et des hôpitaux où elles exercent leur ministère. En 1906, les Sœurs du Saint Sacrement quittent Romans pour aller à Valence où elles sont toujours.
Le 8 juillet 1740, au cours d'une dernière mission dans le Vercors, à Rencurel, alors qu'il est malade, il ne parvient pas à achever sa prédication et s'éteint en priant. Son corps est ramené à Boucieu-le-Roi où il est inhumé dans une chapelle de l'église.

## Ses écrits et sa spiritualité
Malgré une vie fort remplie au service de Dieu et de son prochain, le Père Vigne écrit de nombreux ouvrages : des règlements de vie, des ouvrages de spiritualité, ainsi que les méditations sur le plus beau livre qui est Jésus-Christ souffrant et mourant sur la Croix.
Le Père Vigne a coutume de se rendre régulièrement à Lyon afin de visiter ses anciens maîtres de Saint-Sulpice et de rencontrer son confesseur et son directeur spirituel. Attiré par la spiritualité eucharistique des missionnaires du Saint Sacrement, il est admis dans cette société sacerdotale le 25 janvier 1724 à Valence et bénéficie de leur aide, tant spirituelle que temporelle.
Un musée à Boucieu-le-Roi présente l'histoire de Pierre Vigne et des Sœurs du Saint Sacrement. Il expose divers objets témoins de la foi et de la vie quotidienne à diverses époques.

## Béatification
Pierre Vigne est béatifié par le pape Jean-Paul II le 3 octobre 2004. Sa mémoire liturgique est le 8 juillet,.
Il a été béatifié en même temps que :
- Marie-Joseph Cassant,
- Anna Katharina Emmerick,
- Maria Ludovica De Angelis,
- Charles Ier d'Autriche.